# Stazione di Motomachi (Hyōgo)
La stazione di Motomachi (元町駅?, Motomachi-eki) è una stazione ferroviaria di Kōbe, nella prefettura di Hyōgo. Si trova sulla linea JR Kōbe, sezione della linea principale Sanyō, e rappresenta il termine di quest'ultima. La stazione è costituita da 4 binari sopraelevati per la linea JR, e da due interrati per le ferrovie Hanshin, sebbene le due stazioni non siano collegate direttamente fra di loro. Nei pressi della stazione si trova la Nanking Town, una delle più grandi chinatown del Giappone.

## Binari
| 1 | ■Linea JR Kōbe | Servizio Rapido/Rapido Speciale per Nishi-Akashi e Himeji la mattina e la sera dei giorni feriali   |
| 2 | ■Linea JR Kōbe | Treni locali per Nishi-Akashi e Himeji                                                              |
| 3 | ■Linea JR Kōbe | Servizio Locale/Rapido per Sannomiya, Amagasaki, Osaka e Kyoto Treni locali per Kitashinchi e oltre |
| 4 | ■Linea JR Kōbe | Servizio Rapido/Rapido Speciale per Sannomiya, Amagasaki, Osaka e Kyoto la mattina                  |